# Henry Hemming
Henry Hemming, né en décembre 1979, est un auteur anglais de non-fiction,. En 2017, il annonce que son livre, M: Maxwell Knight, MI5's Greatest Spymaster, basé sur la vie de Maxwell Knight, serait adapté pour la télévision par Mammoth Screen avec le scénariste nommé aux Oscars Matt Charman comme scénariste principal,.
Afin d'écrire le livre sur Knight, Hemming examine les fichiers déclassifiés du MI5, interroge d'anciens agents du MI5 ainsi que certains membres de la famille de Knight.

## Vie privée
Henry Hemming est marié à la présentatrice de radio de la BBC Helena Merriman. Ils ont deux enfants et vivent à Londres. Il est le fils de John Hemming, explorateur, auteur et ancien directeur de la Royal Geographical Society, et de Sukie Hemming, ancienne directrice du développement au British Museum.